# Коломоєць Василь Миколайович
Коломоєць Василь Миколайович (нар. 30 листопада 1918 — 12 жовтня 1986, Жовті Води) — Герой Радянського Союзу (1945).

## Життєпис
Народився 1918 року в селищі Жовта Річка.
Трудову діяльність розпочав у 1933 році робочим, а після закінчення гірничого технікуму та аероклубу вступив до Качінського військового авіаційного училища, яке закінчив у 1940 році. З 1942 року брав участь у бойових діях, керував ланкою, а потім авіаескадрильєю. За 17 збитих німецьких літаків йому було надано звання «Герой Радянського Союзу» в 1944 році.
Після війни закінчив Червонознаменну військово-повітряну академію та служив у бойових частинах, надавав допомогу молодим льотчикам.
З 1958 року працював на ДП «СхідГЗК» завідувачем типографії. З 1962 року — в управлінні підприємства.
Помер 1986 року.

## Нагороди
- орден Червоної Зірки
- два ордени Бойового Червоного Прапора
- орден Олександра Невського
- орден Вітчизняної Війни І ступеня
- 11 медалей
- Звання «Почесний громадянин міста Жовті Води»